# Центральный стадион профсоюзов (Воронеж)
Центра́льный стадио́н профсою́зов — главная спортивная арена города Воронежа. Адрес : Студенческая улица, 17.
Имеет сертификат соответствия требованиям стандарта «Футбольные стадионы» первой категории. Вмещает 32 750 зрителей. Имеется 4 трибуны нижнего яруса и 2 — верхнего. Домашняя арена «Факела». Ранее здесь проводила домашние матчи команда «Энергия» и другие.

## История
Центральный стадион профсоюзов в Воронеже расположен в непосредственной близости от одного из исторически сложившихся мест, откуда приблизительно в 1908—1910 годах и начинался воронежский футбол.
Стадион построен на месте Сенной площади по соседству с площадью III Интернационала (бывшим Кадетским плацем), местом проведения спортивных, военных и торжественных мероприятий.

В 1917 году Исполком городского Совета рабочих и солдатских депутатов издал указ о предоставлении Кадетского плаца для спортивных игр рабочей молодёжи. Тогда же впервые на плацу было разбито настоящее футбольное поле с расчерченными средней линией, штрафными площадками и настоящими воротами (только без сеток). Это событие дало серьёзный толчок к развитию спорта в Воронеже, а полюбившие футбол горожане быстро проторили дорогу к новоявленному «стадиону». 
Деньги за просмотр матчей на «стадионе», имевшем, кстати, в своём распоряжении уже три футбольных поля, одно из которых было оборудовано двумя рядами скамеек, впервые с болельщиков начали брать в том же 1924 году — стоимость билета составляла 10 копеек.
8 ноября 1927 года на соседней Сенной площади Воронежа (ныне — территория Центрального стадиона профсоюзов) был заложен новый стадион.
Первые упоминания о новом воронежском стадионе относятся к концу 1920-х — началу 1930-х годов. В газетах того времени это сооружение называлось «спортплощадкой ОСПС» по имени заказчика и владельца — Областного совета профессиональных союзов.
Уже к 1930 году было готово футбольное поле, а трибуны и вся инфраструктура были введены в строй в 1934 году.
30 августа 1930 года на спортплощадке ОСПС состоялся первый для нового стадиона международный матч, в котором встретились сборная команда Центрально-Чернозёмной области и сборная Комитета борьбы за красное единство рабочего спорта «Роте Шпортейнхайт» (Германия), завершившийся нулевой ничьей. Эта игра собрала на трибунах 15000 зрителей.
В 1935 году спортплощадка становится стадионом ОСПС и принимает на своём газоне самый первый в истории Чемпионат Воронежской области по футболу.
В 1936 году стадион получает название «Пищевик», в 1953 он некоторое время назывался «Знамя», а в феврале 1958 года получил имя «Труд». Последнее переименование в сохранившийся до нынешнего времени Центральный стадион профсоюзов произошло в 1973 году.
Во время Великой Отечественной войны стадион как и весь город был практически полностью разрушен, а первая послевоенная капитальная реконструкция стадиона состоялась перед сезоном 1954 года, когда вышедшие на всесоюзный уровень прародители нынешнего «Факела» — воронежские «Крылья Советов» получили в распоряжение новую спортивную арену с трибунами на 10 тысяч зрителей.
В период с 1962 по 1965 годы вместимость стадиона была увеличена до 32 000 зрителей.
Самая масштабная перестройка главного спортивного сооружения Воронежа была начата в 1984 году.
В этот достаточно продолжительный период Центральный стадион профсоюзов лишился своего шарма в виде кустарников вдоль беговых дорожек и фонтанчиков с водой, исчез также и навес над центральной трибуной. Зато арена стала двухъярусной, а её вместимость увеличилась до 34 800 зрителей.
По состоянию на 2021 год верхние ярусы закрыты в течение многих лет.
30 июня 2022 года стадион получил лицензию для игр в РПЛ.

## Товарищеский матч между сборными России и Бельгии
17 ноября 2010 года на стадионе прошёл товарищеский матч, в котором сборная России уступила национальной команде Бельгии 0:2. Подготовка стадиона к игре Россия — Бельгия обошлась Воронежу в 9 млн рублей. Дубль оформил игрок сборной Бельгии Ромелу Лукаку (на тот момент это были его единственные голы за карьеру в сборной).
| 17 ноября 2010 | \| Россия \| 0:2 (0:1) Отчёт \| Бельгия \| \| \| Голы \| Лукаку 2′, 73′ \| | Стадион: Центральный стадион профсоюзов, Воронеж Зрителей: 34 000 Судья: Ханнес Каазик |
| Составы: Россия: Акинфеев, Шишкин, В. Березуцкий (Васин, 46), Игнашевич (Семшов, 63), Жирков, Зырянов (Мамаев, 63), Широков, Билялетдинов (Бухаров, 76), Дзагоев, Погребняк, Аршавин (к). Бельгия: Жийе, Жиан, ван Бюйтен (к), Компани, Вертонген, Симонс, Азар (Поконьоли, 90), Дефур, Лукаку (Воссен, 75), Феллаини, Дембеле (Оджижа Офое, 89). Предупреждения: Азар (49), Симонс (85). |                                                                            |                                                                                        |
| Россия | 0:2 (0:1) Отчёт                                                            | Бельгия                                                                                |
| | Голы                                                                       | Лукаку 2′, 73′                                                                         |

## Характеристики стадиона
Характеристики: 
- Вместительность — 34800 зрителей[1].
- Расположен на земельном участке 4,9 га;
- Общая площадь арены — 15 697 м²;
- Футбольное поле с естественным травяным покрытием:
- Газонное покрытие 7810 м², размер — 110 м Х 71 м, игровая зона (в разметке) — 105 м Х 68 м;
- Система жидкостного подогрева футбольного поля;
- Стандартная 400 м беговая дорожка;
- Легкоатлетический манеж;
- Спортплощадка с искусственным покрытием для мини-футбола;
- Система освещения 1300 люкс, 4 мачты, высота мачт 58 метров;
- Электронное табло;
- Система видеонаблюдения: 25 камер по внешнему периметру, 8 камер внутри стадиона;
- Парковочных мест — 50;
- Ложа почётных гостей — 2 (общее количество мест — 73);
- Места для инвалидов-колясочников — 20.

Зона СМИ:
- Комментаторских кабин — 2;
- Комментаторских позиций — 4;
- Ложа прессы — 100 мест (из них 50 оборудованы столами);
- Рабочее помещение СМИ — 50 мест;
- Зал для пресс-конференций — 80 мест;

## Факты
На стадионе снимался фильм «Мужская женская игра».